# Friendship book
Friendship Books , letteralmente "libretti dell'amicizia", sono conosciuti anche come FBS oppure FB's.
Sono dei libretti composti da una copertina, di solito molto decorata, e dei piccoli fogli su cui si può scrivere; oppure, vengono utilizzati dei semplici fogli o pezzi di carta. In questo caso, il libretto prende il nome di Friendship Sheet (FSS).
La persona che crea il libretto, di solito inserisce i suoi dati, come nome, cognome, indirizzo, e qualche interesse, così da poter facilmente essere rintracciata da persone che hanno i suoi stessi interessi. Una volta fatto tutto ciò, il libretto viene spedito ad un'altra persona che pratica questo hobby (penpals è il nome che viene utilizzato per chi scrive lettere, mentre swappers viene utilizzato per coloro che invece si scambiano questi libretti ed altro materiale), che a sua volta lo spedisce ad un'altra persona.
Il libretto cioè passa di mano in mano finché non viene completato e rispedito al mittente.
È un modo per poter conoscere nuove persone da tutto il mondo, che hanno o meno le stesse passioni e gli stessi interessi.

## Abbreviazioni usate negli FB's
Di solito, queste abbreviazioni sono in inglese, per essere capiti da tutti in un unico linguaggio universale.
A/A = Answers All --- Risposta assicurata a tutti coloro che scriveranno 
A/O = Answers Only --- Risposta solo a.. 
A/S = Answers Some --- Risposta solo ad alcuni
A/M - Answers Most --- Risposta alla maggior parte
AVF = Answers Very Few --- Risposta solo a pochi
ICR = I Can Return (meaning this person can return the friendship book back to the owner) – Posso rispedirlo al mittente
LLP = Long Letter Pal (meaning this person is looking for pals that will send lengthy letters)  -- Significa che la persona sta cercando pals che scrivano lunghe lettere
N&N FBS = Nice and Neat Friendship Books --- Fbs carini, e ben curati
NSW = New Swappers Wanted  --- Cerca nuove swappers
NPW = New Pen Pals Wanted --- Cerca nuove corrispondenti
SNNP = Sorry No New Pen Pals --- Non cerca nuove Corrispondenti 
Addy - Address --- Indirizzo
BD - Birthday --- Compleanno
DOB - Date of Birth --- Data di nascita
Envie - Envelope --- Busta
SAHM - Stay at home mom --- Mamma che sta a casa
SASE - Self addressed stamped envelope --- Buste con il proprio indirizzo prestampato sopra
WAHM - Work at home mom --- Mamma che lavora a casa
WA - Wedding Anniversary --- Anniversario di matrimonio
LB - Labelbag --- Busta con etichette
LLPW - Long letter penpals wanted --- Cerca nuove pals che scrivano lunghe lettere
LL - Long letter --- Lunghe lettere
LLO - Long letters only --- Solo lunghe lettere
SWA - Swaps with all --- Scambio con tutti
W/W - Worldwide 
NNSW - No new swappers wanted 
NNPW - No new penpals wanted 
NNPP - No new pen pals 
SNNS - Sorry no new swappers 
PC - Post card --- cartoline
VC - View card --- cartoline
BBFN - Bye-bye for now --- Ciao per adesso
EMS - E-mail soon --- Scrivimi una mail presto
TTYL - Talk to you later --- Ci sentiamo dopo
W/B - Write back / Welcome Back  --- Rispondimi/ Bentornata
SS - Swap soon --- Scambia velocemente
WBSP - Write Back Soon Please --- Scrivi presto per favore
W/S - Write soon --- Scrivi presto
T/C - Take care --- Stammi bene
No chains - (Doesn't want chain letters) --- No catene
ROFL - Rolling On the Floor Laughing ---
LOL - Laugh Out Loud
PIP - Pick a page—Prendi una pagina
FB SHEETS (FSS): sono come gli fbs, solo che di solito sono composti da due o più fogli pinzati insieme, e non hanno la classica forma a libretto.
SLAMS:sono come gli fbs, ma includono un tema di domande, oppure "firma se ti piace", o ancora "firma se hai.." / come il seguente: "Qual è la tua musica preferita???? ed un elenco di oggetti, cose, gruppi...su cui firmare se siamo interessati.
La copertina di solito è una fotografia o un biglietto; nella prima pagina ci sono sempre le frasi di regola ( fb per, da, data..) e la comanda, (firma se hai..firma se ti piace), oppure delle domande aperte a cui rispondere, e rispondendo si usa un disegno o un simbolo per riconoscersi. All'ultima pagina, ci sono le firme, i saluti e commenti liberi.
LYRIX: Il procedimento è lo stesso degli fbs, solo che stavolta una persona decora una intera pagina con una canzone, o parti del testo.
QUOTZ: sempre lo stesso procedimento dei lyrix, ma al posto delle canzoni, vengono utilizzati temi di film.
DECOs: i deco sono la versione artistica degli fbs; ogni persona deve decorare una singola pagina. Di solito ogni deco ha un tema da seguire (film, personaggi famosi, oggetti, animali...) oppure può essere libero, cioè vi è la possibilità di decorare una pagina a proprio piacimento!I deco possono essere "nastrati" o meno, cioè le immagini vengono nastrate con del nastro adesivo trasparente per poter fissare meglio le immagini, oppure si usa semplicemente la colla. Vengono contrassegnati anche come PIP, cioè "pick a page" (prendi una pagina).
LABELBAGS: letteralmente, buste con etichette. Le labelbags,o lbs, sono delle buste al cui interno vi sono delle etichette inserite dai partecipanti della lb. Di rigore, ci sono sempre <PER -DA -DATA>, un numero esatto di partecipanti (di solito sono 5) ed un tot di etichette da inserire. Di solito, su ogni lb si trovano le seguenti istruzioni: < Inserite tot numero di vostre etichette, firmate il retro della busta con firma e data, e togliete 1 -2 etichette per ogni partecipante, creando per lui nuovi fbs, decos, lbs.. Una volta fatto, passate la bustina ed una volta raggiunto il numero totale di partecipanti, rispedite al mittente>. È molto carino perché persone a voi sconosciute possono crearvi vere e proprie meraviglie!!